# François Bouchy
Pour les articles homonymes, voir Bouchy.
François Bouchy est un astronome français. Docteur en astrophysique, spécialiste de la spectroscopie astronomique, il est codécouvreur de plusieurs exoplanètes dont HD 189733 Ab, μ Arae c et α Centauri Bb. Il est membre permanent du PASI (acronyme de exoPlanètes, Atmosphères Stellaires et Interactions) du Laboratoire d'astrophysique de Marseille (LAM) et professeur membre de l'équipe Exoplanètes du département d'astronomie de l'Université de Genève.

## Formation et carrière
François Bouchy a obtenu en 1999 son doctorat ès sciences à l'Université Paris-VII dirigé par Pierre Connes au service d'aéronomie. Chercheur postdoctoral à l'Observatoire de Genève, il est recruté, en 2003, au Conseil national des astronomes et physiciens (CNAP) à Marseille puis devient astronome adjoint à l'Institut d'astrophysique de Paris. En septembre 2009, il est détaché à l'Observatoire de Haute-Provence afin d'améliorer SOPHIE, le spectrographe échelle à haute résolution installé au foyer du télescope de type Cassegrain de 1,93 mètre de diamètre.
Le 1er février 2016, il devient professeur associé à l'Université de Genève et rejoint le groupe Exoplanètes du département d'astronomie ainsi que le pôle de recherche national suisse PlanetS.

## Honneurs et distinctions
En 2009, il est le lauréat de la Médaille de bronze du Centre national de la recherche scientifique (CNRS) - Institut national des sciences de l'univers (INSU) - section 18,.